# Chiesa di San Giacomo Apostolo (Levone)
La chiesa di San Giacomo Apostolo è la parrocchiale di Levone, in città metropolitana e arcidiocesi di Torino; fa parte del distretto pastorale Torino Nord.

## Storia
La primitiva chiesa, sorta al posto di un antico edificio di origine romana, fu costruita nel Basso Medioevo ed era in stile romanico.
Nel 1484, grazie alle disposizioni testamentarie della vedova di un ricco nobile, a questo luogo di culto vennero donati dei fondi per saldare il pagamento di un ciclo di pitture.
Negli anni sessanta del Seicento l'edificio venne interessato da un intervento di ampliamento e di rifacimento, in occasione del quale si procedette alla costruzione della nuova facciata e delle due navate laterali e della torre campanaria; entro il 1671 fu pure posato il pavimento delle navate e del presbiterio.
Nel secolo successivo vennero eseguiti ulteriori lavori, tra cui, nel 1797, il rifacimento del pavimento in pietra e la realizzazione degli affreschi da parte di Antonio Boggetto.
La facciata fu oggetto di un restauro nel 1910, anno della visita pastorale dell'arcivescovo di Torino Agostino Richelmy.
Durante gli anni settanta si procedette all'esecuzione dell'adeguamento liturgico secondo le usanze postconciliari mediante l'aggiunta dell'ambone e dell'altare rivolto verso l'assemblea.

## Descrizione

### Esterno
La facciata a salienti della chiesa, rivolta a sudovest, è suddivisa da una cornice marcapiano in due registri, entrambi scanditi da lesene; quello inferiore, più largo, presenta al centro il portale d'ingresso lunettato e ai lati due finestre a mezzaluna, mentre quello superiore è caratterizzato da tre tondi contenenti raffigurazioni sacre ed è coronato dal timpano di forma triangolare.
Annesso alla parrocchiale è il campanile a base quadrata, la cui cella presenta su ogni lato una monofora a tutto sesto ed è coperta dal tetto a quattro falde.

### Interno
L'interno dell'edificio si compone di tre navate, separate da pilastri sorreggenti degli archi a tutto sesto e abbelliti da lesene, sopra le quali corre la trabeazione modanata e aggettante su cui si imposta la volta a botte carattizata da unghiature, mentre le due navate laterali sono coperte da volte a crociera; al termine dell'aula si sviluppa il presbiterio, rialzato di un gradino, delimitato dalla balaustre e chiuso dall'abside di forma semicircolare.